# Szerbia közigazgatása

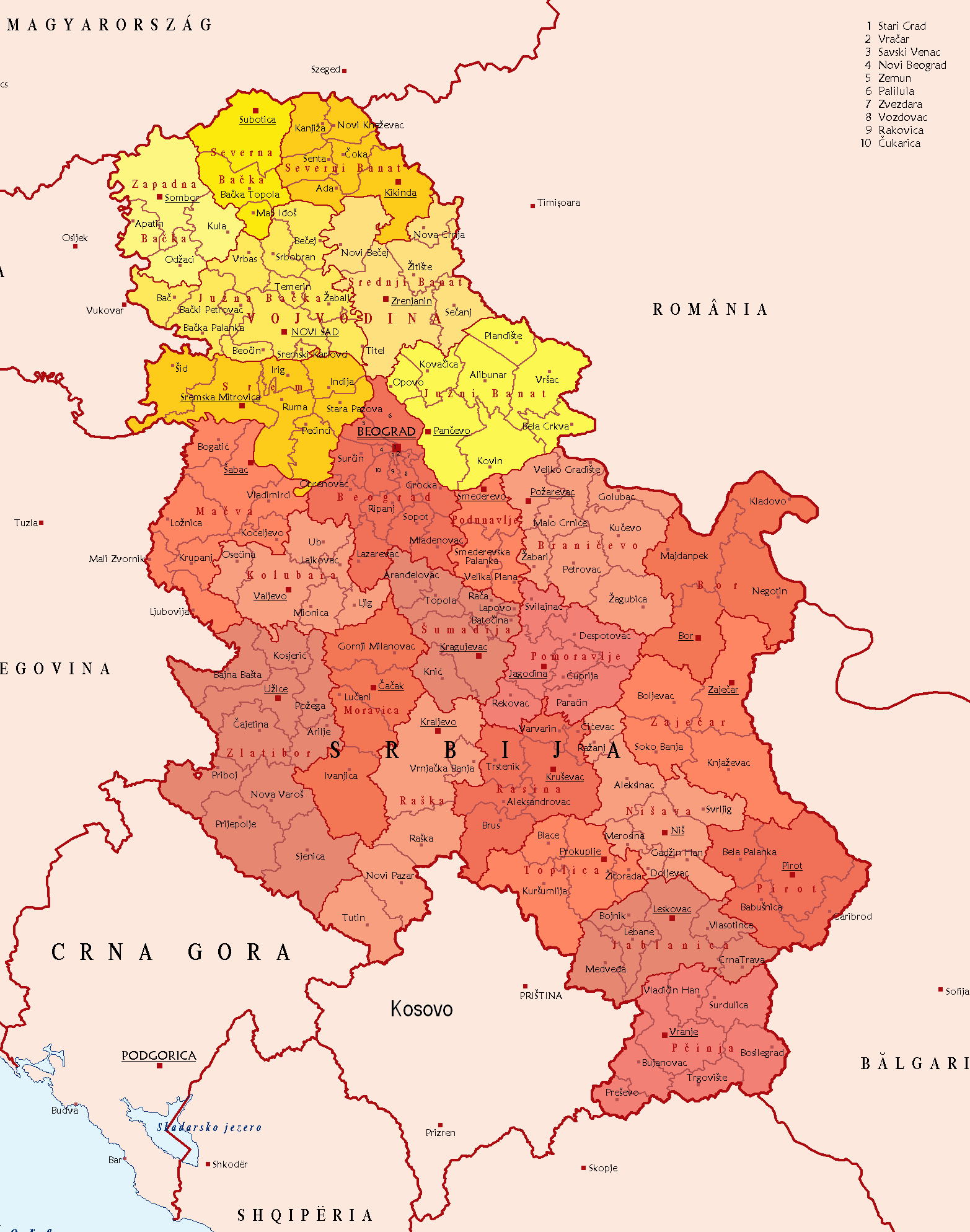
Szerbia körzetei és községei

Szerbia közigazgatását a 2007. december 29-én elfogadott területszervezési törvény szabályozza. Eszerint Szerbia területi egységeit a következő közigazgatási egységek alkotják: községek (összesen 150), városok (23) és Belgrád város mint az ország fővárosa, vagyis 174 helyi önkormányzati egység és autonóm tartományok - mint a területi autonómia alakjai. A városok fel lehetnek osztva még ún. városi községekre (gradska opština) is, ezekre a következő városok vannak felosztva: Belgrád, Újvidék, Niš, Kragujevac és Požarevac.

## Községek
Mint sok más országban, Szerbiában is a község a közigazgatási rendszer területi és szervezeti alapegysége. Szerbiában összesen 122 község van, ebből Közép-Szerbiában 83, a Vajdaság Autonóm Tartományban 39.

## Városok
Szerbiában összesen 24 városnak van városi rangja (Magyarországon ennek a megfelelője a megyei jogú város lenne). A város képviseli a tágabb környezet gazdasági, közigazgatási, földrajzi és kulturális központját és több mint 100 000 lakosa van, kivételes estekben kevesebb. A város felosztását városi községekre a város statúma határozza meg, a törvénnyel összhangban.

### Városi jellegű település
A városi jellegű település (gradsko naselje) olyan település, amely nem rendelkezik olyan állapottal mint a város, viszont több mint 5000 lakosa van.